# Avenidas Clinton y Washington (línea Crosstown)
Las Avenidas Clinton-Washington es una estación en la línea Crosstown del Metro de Nueva York de la división B del Independent Subway System. La estación se encuentra localizada en Clinton Hill, Brooklyn entre la Avenida Lafayette y las Avenidas Clinton y Washington. La estación es servida en varios horarios por los trenes del Servicio .